# Caffrocrambus chalcimerus
Caffrocrambus chalcimerus là một loài bướm đêm trong họ Crambidae.